# Туркмeнистан на Светском првенству у атлетици на отвореном 2023.
Туркменистан је учествовао на 19. Светском првенству у атлетици на отвореном 2023. одржаном у Будимпешти од 19. до 27. августа. Ово је било четрнаесто учешће Туркменистана на Светским првенствима на отвореном. Репрезентацију Туркменистана представљао је 1 атлетичар који се такмичио у трци на 100 метара,.
На овом првенству такмичар Туркменистан није освојио ниједну медаљу нити је остварио неки резултат.

## Учесници
Мушкарци: 
- Алишер Садулајев — 100 м

## Резултати

### Мушкарци
| Атлетичар        | Дисциплина | Лични рекорд | Предтакмичење | Предтакмичење | Квалификације        | Квалификације        | Полуфинале           | Полуфинале           | Финале               | Финале      | Детаљи |
| Атлетичар        | Дисциплина | Лични рекорд | Резултат      | Место         | Резултат             | Место                | Резултат             | Место                | Резултат             | Место       | Детаљи |
| ---------------- | ---------- | ------------ | ------------- | ------------- | -------------------- | -------------------- | -------------------- | -------------------- | -------------------- | ----------- | ------ |
| Алишер Садулајев | 100 м      | 10,74        | 10,90         | 3. у гр. 3    | Није се квалификовао | Није се квалификовао | Није се квалификовао | Није се квалификовао | Није се квалификовао | 10 /71 (75) |        |